# Burni Pantan Kapi
Burni Pantan Kapi är ett berg i Indonesien.   Det ligger i provinsen Sumatera Utara, i den västra delen av landet, 1 500 km nordväst om huvudstaden Jakarta. Toppen på Burni Pantan Kapi är 1 610 meter över havet, eller 237 meter över den omgivande terrängen. Bredden vid basen är 1,8 km.
Terrängen runt Burni Pantan Kapi är huvudsakligen kuperad, men åt sydväst är den bergig. Trakten runt Burni Pantan Kapi är nära nog obefolkad, med mindre än två invånare per kvadratkilometer. I omgivningarna runt Burni Pantan Kapi växer i huvudsak städsegrön lövskog.